# Tuone Udaina
Tuone Udaina (in italiano Antonio Udina; Veglia, 28 agosto 1823 – Veglia, 10 giugno 1898) è stato l'ultimo parlante della lingua dalmatica.

## Biografia
Tuone Udaina (registrato nell'atto di morte come Antonio Udina fu Francesco, agricoltore ), fu la principale fonte di conoscenza del dialetto dalmatico parlato sull'isola di Veglia.
Antonio Udina lavorava come barbiere e per questo era soprannominato burbur, cioè "barbiere" in dalmatico.
Udina morì improvvisamente alle 6 del pomeriggio del 10 giugno 1898 in seguito all'esplosione di una mina terrestre; con lui, a quanto sembra, il dalmatico si estinse definitivamente.